# 대전가오초등학교
대전가오초등학교는 대한민국 대전광역시 동구에 있는 공립 초등학교이다.

## 학교 연혁
- 2005. 11. 02. 대전가오초등학교 설립인가
- 2006. 09. 01. 대전가오초등학교 개교
- 2006. 09. 01. 12학급 편성, 유치원 2학급 편성
- 2007. 02. 14. 제 1회 졸업식(총 21명)
- 2007. 03. 01. 18학급 편성(특수학급 1학급), 유치원 2학급
- 2007. 03. 01. 대전광역시교육청지정 YP 연구시범학교 운영(2009~02~28 종료)
- 2007. 09. 01. 19학급 편성 (특수학급 1학급), 유치원 2학급
- 2008. 02. 19. 제 2회 졸업식(총 99명)
- 2008. 03. 01. 27학급 편성(특수학급 1학급), 유치원 2학급
- 2009. 02. 18. 제 3회 졸업식 (총 237명)
- 2009. 03. 01. 29학급 편성(특수학급 1학급), 유치원 2학급 편성
- 2009. 03. 01.~2011.02.28. 대전광역시지정초등영어 수업시수확대 정책연구 운영
- 2010. 02. 17. 제 4회 졸업식 (총 370명)
- 2010. 03. 01. 31학급 편성(특수학급 1학급), 유치원 2학급 편성
- 2011. 02. 17. 제 5회 졸업식 (총 494명)
- 2011. 03. 01. 33학급 편성(특수학급 1학급), 유치원 2학급 편성
- 2012. 02. 18. 제 6회 졸업식 (총 626명)
- 2012. 03. 01. 36학급 편성(특수학급 1학급), 유치원 2학급 편성
- 2013. 02. 15. 제 7회 졸업식 (총 785명)
- 2013. 03. 01.~2015. 02. 28 대전광역시교육청지정 국정도서 현장적합성 검토 연구 운영
- 2013. 03. 04. 36학급 편성(특수학급 1학급), 유치원 2학급 편성
- 2014. 02. 14. 제 8회 졸업식(총 957명)
- 2014. 03. 01. 36학급 편성(특수학급 1학급), 유치원 2학급 편성
- 2014. 12. 31. 2014 인성교육실천사례연구대회 최우수
- 2015. 02. 13. 제9회 졸업식(총 1106명)
- 2015. 03. 01. 37학급 편성(특수학급 1학급), 유치원 2학급 편성

## 참고 자료
- 대전가오초등학교 - 한국교육학술정보원 학교알리미